# 高崎バイパス
高崎バイパス（たかさきバイパス）は、群馬県高崎市和田多中町から群馬県高崎市並榎町の区間を結ぶ、国道17号のバイパスである。

## 概要
- 起点 群馬県高崎市和田多中町
- 終点 群馬県高崎市並榎町
- 全長 ?km
- 車線数 4車線
- 開通 19??年?月?日

## 交差する主な道路
- 国道17号倉賀野バイパス、群馬県道12号前橋高崎線、群馬県道121号和田多中倉賀野線 - （和田多中町交差点）
- 群馬県道71号高崎神流秩父線（新道） - （城南大橋交差点）
- 群馬県道25号高崎渋川線、群馬県道71号高崎神流秩父線（旧道） - （聖石橋交差点）
- 群馬県道49号藤木高崎線 - （和田橋交差点、側道での交差）
- 国道18号 - 高崎市並榎町 （並榎インター）

## 通過市町村
- 群馬県
  - 高崎市

## 現状
烏川を渡河する聖石橋や和田橋に交通が集中することから、群馬県道49号藤木高崎線との交差点（和田橋交差点）が、朝夕のラッシュ時に慢性的な約2kmの渋滞が発生していた。このため、和田橋交差点で国道17号本線を地下に潜らせる立体化工事（高松立体）が行われ、2008年1月19日に開通した。

## 接続するバイパスの位置関係
（熊谷・東京方面）倉賀野バイパス -  高崎バイパス  - 高崎前橋バイパス（前橋・新潟方面）